# Mictyris longicarpus
Mictyris longicarpus is een krabbensoort uit de familie van de Mictyridae. De wetenschappelijke naam van de soort is voor het eerst geldig gepubliceerd in 1806 door Latreille.